# Szilágybagos

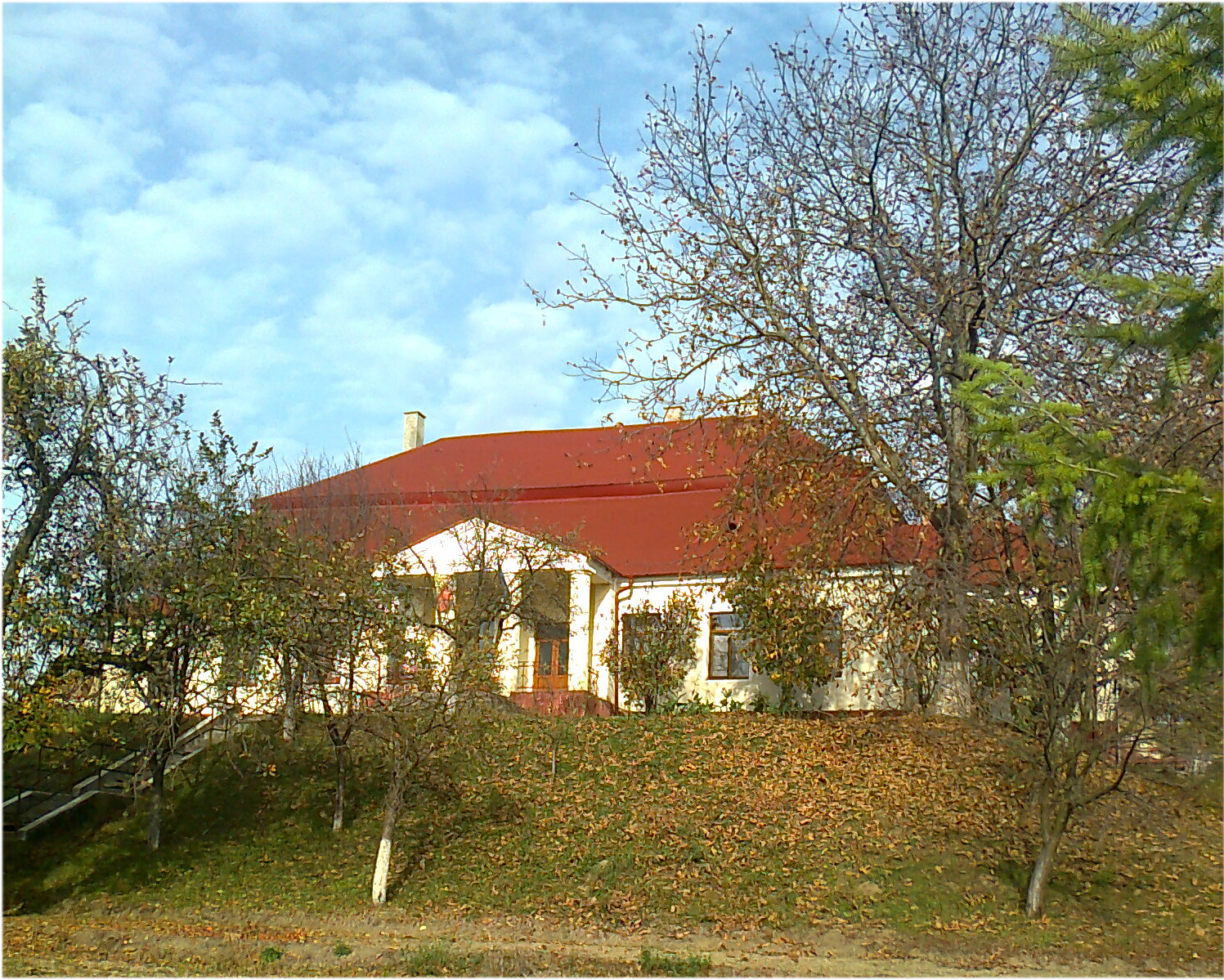
Bánffy-kastély

Szilágybagos (románul: Boghiș) falu Romániában, Szilágy megyében, 2006-tól Szilágybagos község központja. Látványosságainak (Bánffy-kastély, hagyományőrző rendezvények) és adottságainak (termálvíz, bor- és pálinkatermelés) köszönhetően turisztikai központ.

## Fekvése
A megye nyugati részén, a Réz-hegység, a Szilágysomlyói Magura és a Szilágysági-dombvidék övezte területen, a Berettyó két oldalán. Egyelőre egyedüli megközelítési lehetősége a Szilágysomlyót Csucsával összekötő megyei útvonal, ennek is a Szilágynagyfalutól elágazó útszakasza; a készülő Észak-Erdélyi autópálya egyik letérője közvetlenül a falu határában fog megépülni. Szilágysomlyótól 15 km-re délnyugatra,  Szilágynagyfalutól 5 km-re délre fekszik.

## Története
1205-ben Bugus néven a Váradi regestrumban említik először, majd 1214-ben Bogus néven szerepel írott forrásban. 
1285-ben a Miskolc nemzetség Panyitfi ágából való Miklós anyjától örökölt birtoka volt, aki Bagos falu felét odaajándékozta több parasznyai (Perezna) nemesnek – hű szolgálataikért és részben a Borsod megyei Aranyos falu feléért. 
1594-ben még Baghoss, Somlyó várának tartozéka, de a továbbiakban már a ma is használt Bagos formában jelenik meg. A Szilágy előtagot a 19. századi területrendezési törvény után találjuk meg először, 1873-ban Bagos (Szilágy) alakban. A 19. század végétől napjainkig Szilágybagos alakban jelenik meg. 
Határában feküdt a középkorban Monyoród (1341) falu. 1341-ben a falu Dénes bán birtoka, 1536-ban Werbőczy István szerezte meg. 1576-ban Báthory István fejedelem a Bánffy családnak adományozta. 1636-ban I. Rákóczi György fejedelem oklevelében már mezővárosként szerepel. 1663-ban az Erdélyre támadó tatár hadak teljesen elpusztították. 1710-ben pestisjárvány pusztított.
A hozzá tartozó Szilva település egykor (1759) önálló község volt. 1910-ben 1343, többségben magyar lakosa volt, jelentős román kisebbséggel. 1920-ig Szilágy vármegye Szilágysomlyói járásához tartozott. 1968-ban elveszítette önállóságát és közigazgatásilag Szilágynagyfalu része lett. 2005-ben a lakosság népszavazással a falu újbóli önállósága mellett döntött.

## Lakossága
Lakosság: 72,3% magyar, 20,5% roma, 7,2% román; felekezeti arány: 69% református, 15% baptista, 3,8% adventista, 3% ortodox, 9,2% egyéb vallású. 

## Nevezetességei
- A Bánffy-kastély 1720-ban épült, ma szociális otthonként működik.
- Református temploma 1792-ben épült.
- Határában termálvíz tör fel, melyre termálfürdő és turistaközpont épült. Kénes, szódas, bikarbonátos termálvize (42 C-os) gyógyhatással vannak az idegbántalmakra és egyes nőgyógyászati betegségekre.

## Híres ember
Itt született 1927. november 10-én Birtalan József zeneszerző, karmester.

## Testvértelepülései
- Vámospércs
- Hajdúbagos
- Tiszanagyfalu

## Külső hivatkozások
- hivatalos weboldal[halott link]